# Châtillon-Panhard
 (juillet 2019).
Si vous disposez d'ouvrages ou d'articles de référence ou si vous connaissez des sites web de qualité traitant du thème abordé ici, merci de compléter l'article en donnant les références utiles à sa vérifiabilité et en les liant à la section « Notes et références ».
Le Châtillon-Panhard est un tracteur d'artillerie lourd proposé à l'Armée française par les constructeurs français Panhard & Levassor avec la collaboration de Châtillon-Commentry en 1911. Il sera produit de 1913 à 1914.

## Historique

### Lancement
En 1911, peu avant le début de la Première Guerre mondiale, pour remplacer les animaux utilisés pour tirer les charges lourdes sur route et les champs de bataille, l'armée française recherche un véhicule capable de tracter les pièces d’artillerie sur tous les terrains d'intervention. Châtillon-Commentry s'associa avec les constructeurs Panhard & Levassor et donnèrent naissances au Chatillon-Panhard. Le prototype sera finalisé fin 1911 et testé en la présence de membres de l’armée française. Il sera doté d’une transmission intégrale et d’un moteur six cylindres en ligne développant 45 ch. Il réussira à tracter 18 tonnes sur une rampe à 6,5 %, à évoluer sur un terrain meublé jonché d’obstacles en tout genre, dont un arbre de 40 cm de diamètre placé en travers d’une route.
Un concours est lancé en mars 1913. Le Ministère de la Guerre en avait fixé le programme : « Les camions ne doivent pas dépasser 7,5 tonnes dont 2 de charge utile, rouler à la vitesse moyenne de 8 km/h en tractant 15 tonnes et être capables de gravir, sans remorque, une pente de 18 %. ». Deux constructeurs sont candidats : Panhard & Levassor en collaboration avec Châtillon-Commentry qui propose le nouveau Châtillon-Panhard équipé d’un moteur quatre cylindres en ligne développant 42 ch et Latil qui se démarqua en présentant le TAR et qui remportera la préférence des militaires. Étrangement, aucune commande ne sera passée à la suite de ce concours.
Un second concours est organisé en 1914 qui voit 4 candidats : toujours le Châtillon-Panhard et le Latil TAR mais également deux nouveaux venus, un modèle Schneider et le Renault EG. À nouveau, malgré ses qualités indéniables, le Châtillon-Panhard se fait surclasser par le Latil TAR mais pas par le Renault. Mais ce seront le Renault EG et le Latil TAR qui équiperont principalement l’armée française. Quelques exemplaires du Châtillon-Panhard ont toutefois été commandés, une cinquantaine selon certaines sources.

### Le Châtillon-Panhard durant la Première Guerre mondiale
Il sera le premier véhicule motorisé à monter vers le front lors de la première bataille de la Marne.
Aucun exemplaire de ce véhicule n’est recensé de nos jours.

### Résumé du Châtillon-Panhard
- 1911 : projet puis création d'un prototype.
- 1913 : production des premiers modèles.
- 1914 : production du modèle suivant les commandes puis arrêt définitif.

| Générations                     | Production             | Dérivés | Modèles similaires     |
| ------------------------------- | ---------------------- | ------- | ---------------------- |
| Châtillon-Panhard (1913 - 1914) | Environ 50 exemplaires | Aucun   | Latil TAR ; Renault EG |

## Caractéristiques

### Dimensions

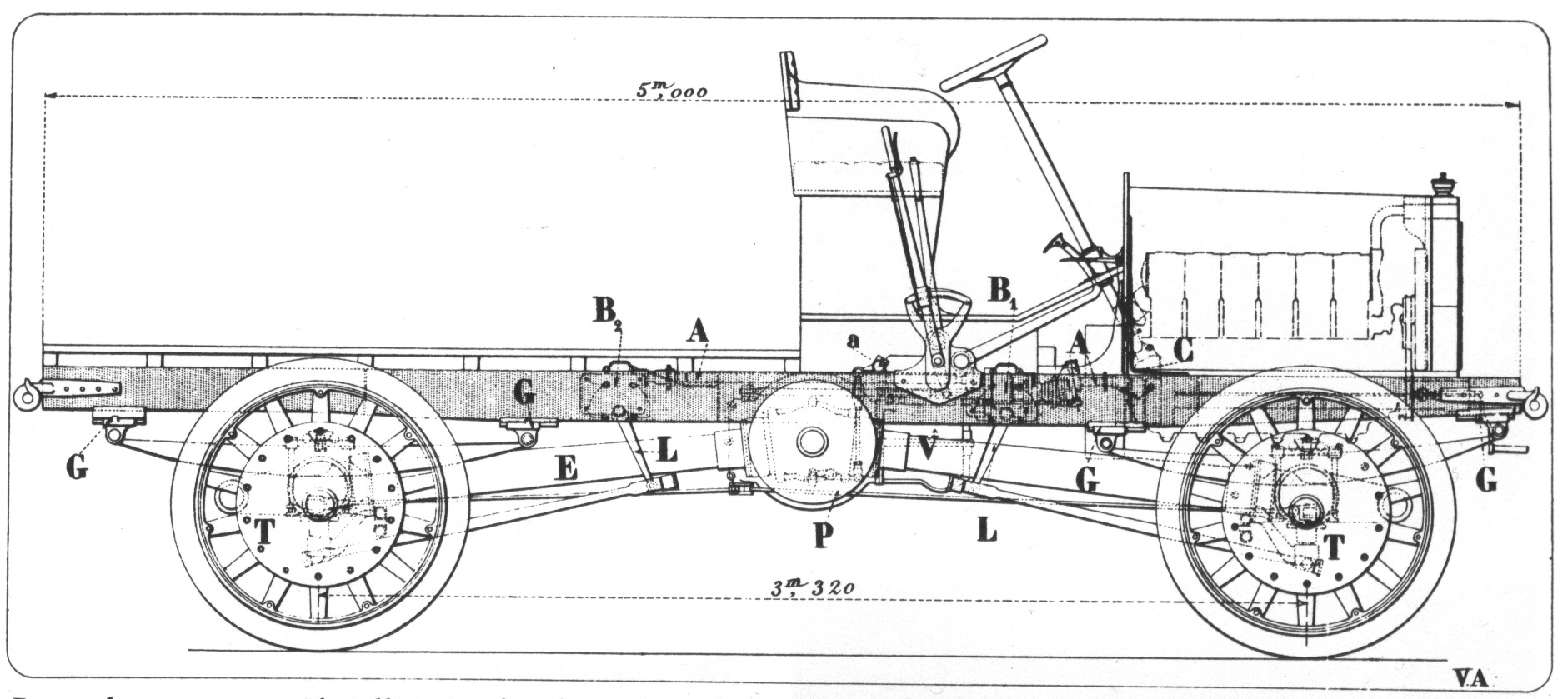
Plan du Châtillon-Panhard.

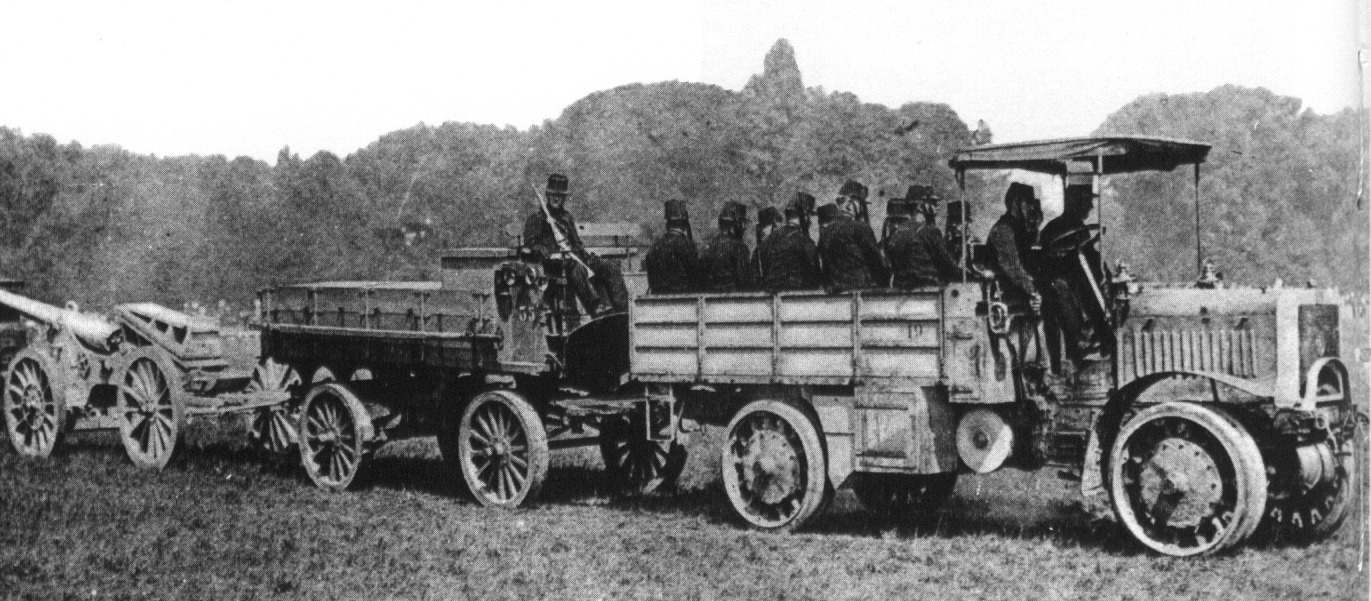
Un Châtillon-Panhard tractant une remorque et un canon.

|                             | Châtillon-Panhard - Prototype (1911) | Châtillon-Panhard - Série (1913-1914) |
| --------------------------- | ------------------------------------ | ------------------------------------- |
| Longueur                    | 4 850 mm                             | 4 850 mm                              |
| Largeur (sans rétroviseurs) | 1 450 mm                             | 1 450 mm                              |
| Hauteur                     |                                      |                                       |
| Empattement                 | 3 320 mm                             | 3 320 mm                              |
| Porte-à-faux                | AV : 500 mm / AR : 1 030 mm          | AV : 500 mm / AR : 1 030 mm           |
| Rayon de braquage           |                                      |                                       |
| Angle d’attaque / Fuite     |                                      |                                       |
| Masse à vide                |                                      |                                       |
| P.T.A.C.                    |                                      | 7 500 kg                              |
| P.T.R.A.                    | 18 000 kg                            | 15 000 kg                             |
| Volume de chargement        |                                      |                                       |
| Réservoir à combustible     |                                      |                                       |

### Chaîne cinématique
Ayant déjà participé au premier concours de 1913, Panhard & Levassor et Châtillon-Commentry n'ont apporté que très peu de modifications à leurs véhicules à quatre roues motrices et directrices.

#### Moteur
Le Châtillon-Panhard recevra deux motorisation essence. Le prototype sera équipé d'un moteur six cylindres en lignes (L6) et le modèle de série sera équipé d'un quatre cylindres en ligne (L4) de la marque Panhard.
Comme ses concurrents, il satisfait aux tests de traction et de franchissement d'une rampe de 14 % en charge avec 15 t réparties sur le tracteur et les 2 remorques. La vitesse sur route du tracteur seul est de 17,13 km/h et en charge (15 t avec remorques) sur terrain difficile, il atteint 10,58 km/h.

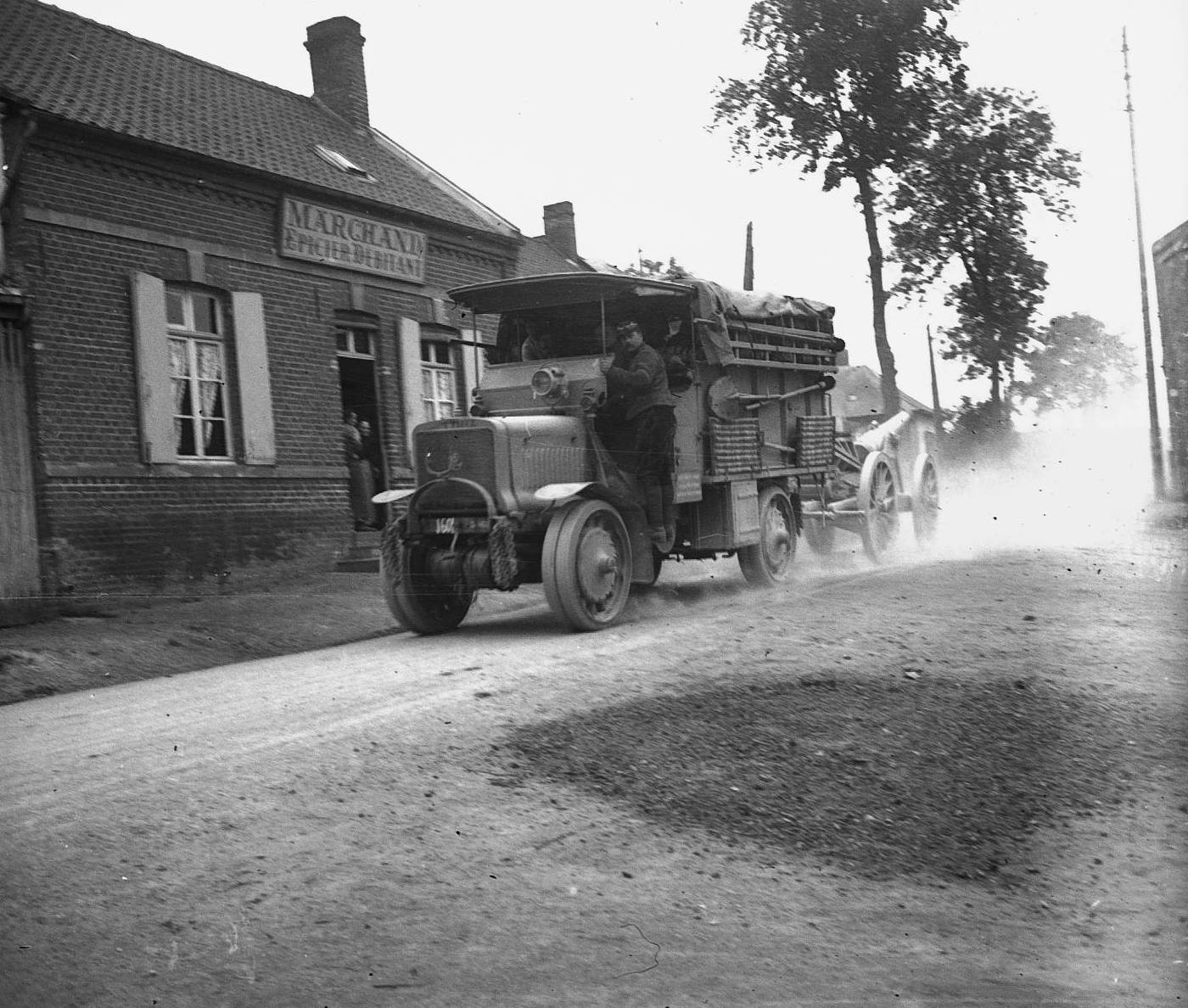
Passage du 4e régiment d'artillerie avec un canon de 120 long et un camion-tracteur Panhard à Saleux (Somme).

| Modèle                      | Construction | Moteur + Nom                 | Norme Euro   | Cylindrée + Alésage x course | Performance                  | Couple               | Vitesse maxi                               | Consommation + CO2    |
| --------------------------- | ------------ | ---------------------------- | ------------ | ---------------------------- | ---------------------------- | -------------------- | ------------------------------------------ | --------------------- |
| Châtillon-Panhard Prototype | 1911         | 6 cylindres en ligne .       | Aucune norme | 6 597 cm3 (6,6 L) 100x140    | 33 kW (45 ch) à ... tr/min   | ... N m à ... tr/min | 19,3 km/h                                  | ... l/100 km ... g/km |
| Châtillon-Panhard Série     | 1913 - 1914  | 4 cylindres en ligne Panhard | Aucune norme | 8 836 cm3 (8,8 L) .          | 31 kW (42 ch) à 1 100 tr/min |                      | 17,13 km/h (à vide) 10,58 km/h (en charge) |                       |

### Mécanique
Le véhicule ne dispose pas de système de freinage sur les roues avant. Il possède deux freins à mâchoires situées sur la face interne des roues arrière et un frein sur l'arbre en sortie de différentiel. Ce dernier, actionné au pied, sert pour les ralentissements ou le freinages de courte durée ; pour le freinage « de fatigue » ou d’urgence, le chauffeur doit actionner les freins sur roues à l’aide d’un levier manuel.
Pour sa suspension, le Châtillon-Panhard est muni de ressort à lames sur les deux essieux.